# Représentations diplomatiques de Sierra Leone

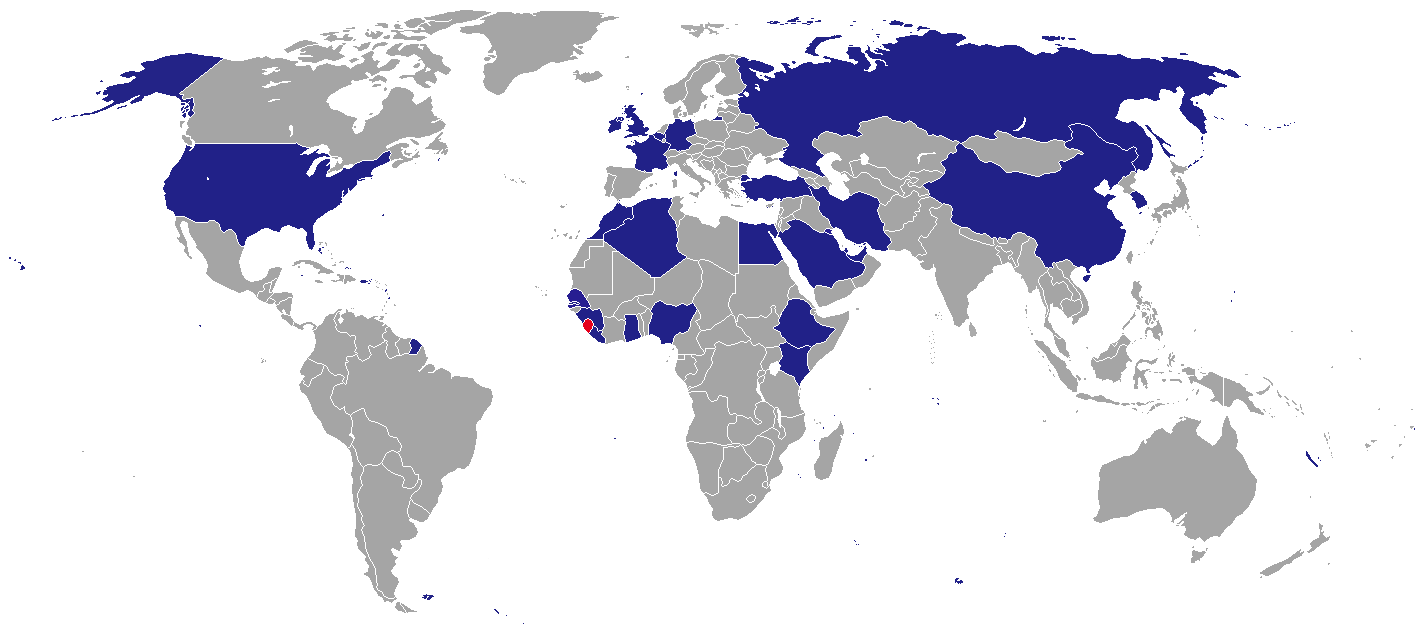
Missions diplomatiques de la Sierra Leone.

Cet article liste les représentations diplomatiques de la Sierra Leone à l'étranger, en excluant les consulats honoraires.

## Afrique
- Égypte
  - Le Caire (ambassade)
- Éthiopie
  - Addis-Abeba (ambassade)
- Gambie
  - Banjul (ambassade)
- Ghana
  - Accra (haute-commission)
- Guinée
  - Conakry (ambassade)
- Kenya
  - Nairobi (haut-commissariat)
- Liberia
  - Monrovia (ambassade)
- Nigeria
  - Abuja (haute-commission)

## Amérique

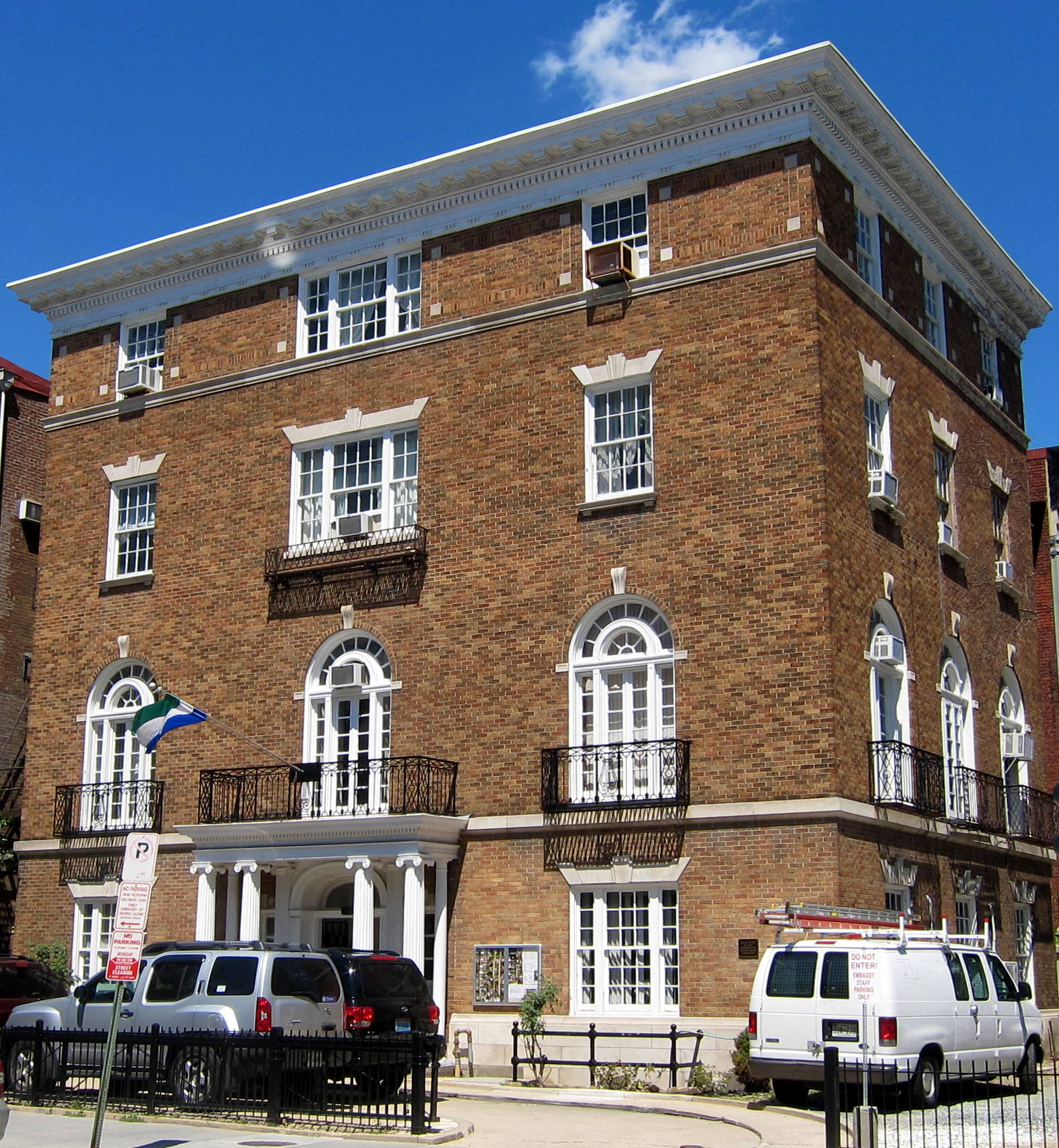
Ambassade de la Sierra Leone à Washington D.C.

- États-Unis
  - Washington D.C. (ambassade)
  - Miami (consulat général)

## Asie
- Arabie saoudite
  - Riyad (ambassade)
- Chine
  - Beijing (ambassade)
- Corée du Sud
  - Séoul (ambassade)
- Iran
  - Téhéran (ambassade)
- Qatar
  - Doha (ambassade)

## Europe
- Allemagne
  - Berlin (ambassade)
- Belgique
  - Bruxelles (ambassade)
- Russie
  - Moscou (ambassade)
- Royaume-Uni
  - Londres (haute commission)

## Organisations internationales
- Addis-Abeba (mission permanente auprès de l'Union africaine)
- Bruxelles (mission à l'Union européenne)
- New York (mission permanente à l'ONU)